# 東京国際交流館

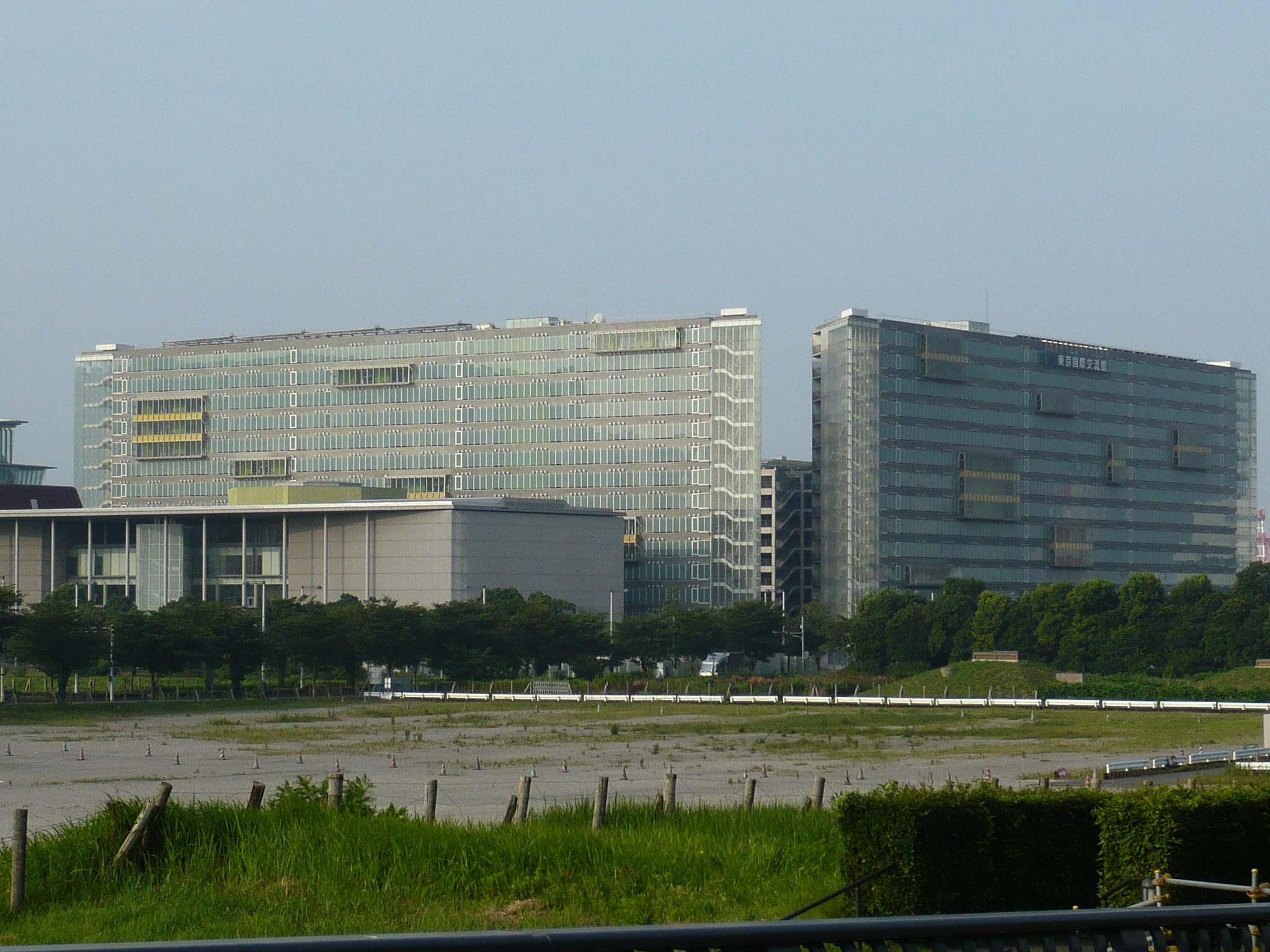
東京国際交流館

東京国際交流館（とうきょうこくさいこうりゅうかん）は、東京都江東区青海二丁目にある施設である。2001年7月開設。プラザ平成の通称もある。
海外の留学生や日本の優秀な大学院生や研究者等に、質の高い生活・交流空間を提供する施設。生活を通しての交流だけではなく、様々な国際事業・文化的事業等の展開によって、居住者相互や外部の人々との交流が行われる。
英語名の「Tokyo International Exchange Center」の頭文字から、略称は「TIEC」となる。

## 施設概要
- 住所：東京都江東区青海二丁目2番1号
- 運営：独立行政法人日本学生支援機構(JASSO)
- 留学生・研究者宿舎：約800戸（単身者棟2棟、夫婦家族棟2棟）
- 多目的利用ができる国際交流会議場、メディアホール
- 自習室、日本語研修室、調理実習室、音楽室、ゲストルーム、屋外バーベキュー場、トレーニング室、屋内運動場、屋外運動場、地下駐車場（タイムズ）、地下駐輪場

## アクセス
- ゆりかもめ東京国際クルーズターミナル駅から徒歩3分。
- 都営バス 海01系統、波01系統、波01出入系統「東京国際クルーズターミナル駅前」・「日本科学未来館前」下車、徒歩2分。
- 都営バス 急行05系統・急行06系統「日本科学未来館」下車、徒歩2分。

## 周辺施設
- 日本科学未来館
- 船の科学館
- シンボルプロムナード公園